# Carry You Home (singel Zary Larsson)
Carry You Home – singel Zary Larsson, wydany 12 maja 2014, promujący jej debiutancki album studyjny 1. Utwór został napisany i skomponowany przez Elofa Loelva.
Nagranie było notowane na 3. miejscu na oficjalnej szwedzkiej liście sprzedaży i uzyskało certyfikat podwójnej platyny za sprzedaż w nakładzie przekraczającym 80 tysięcy kopii.
Przebój zdobył nominację do prestiżowych szwedzkich nagród Grammis 2015 w kategorii Piosenka roku.

## Lista utworów
- Digital download[8]

1. „Carry You Home” – 4:13
2. „Carry You Home” (Instrumental) – 4:14

## Notowania

### Pozycje na listach sprzedaży
| Kraj     | Notowanie (2014/2015)     | Najwyższa pozycja | Certyfikat | Sprzedaż |
| -------- | ------------------------- | ----------------- | ---------- | -------- |
| Czechy   | Singles Digital – Top 100 | 56                |            |          |
| Słowacja | Singles Digital – Top 100 | 58                |            |          |
| Szwecja  | Sverigetopplistan         | 3                 | 2× platyna | 80 000+  |

## Nominacja
| Rok  | Nagroda | Kategoria     | Rezultat  |
| ---- | ------- | ------------- | --------- |
| 2015 | Grammis | Piosenka roku | Nominacja |